# Docimodus johnstoni
Docimodus johnstoni är en fiskart som beskrevs av Boulenger, 1897. Docimodus johnstoni ingår i släktet Docimodus och familjen Cichlidae. IUCN kategoriserar arten globalt som livskraftig. Inga underarter finns listade i Catalogue of Life.